# Sankt Botulfs kyrka
Sankt Botulfs kyrka var en medeltida sockenkyrka i Lund med rötter i en träkyrka, som uppfördes senast vid mitten av 1000-talet. Den har ersatts av en stenkyrka på samma plats, troligen under 1100-talet. Själva kyrkan har ännu inte hittats, men gravar på dess kyrkogård visar att kyrkan låg i kvarteret Sankt Botulfs östra del.
Kyrkan var helgad åt Sankt Botulf, som levde under första halvan av 600-talet och sägs ha varit biskop i Utrecht i Nederländerna. Kulten kring Sankt Botulf var utbredd i England och spreds även till Danmark. 
Kyrkan nämns i en skriftlig källa första gången 1329. I ett påvligt brev 1475 till Barbara Brahe, som var änka efter riksrådet Stig Olufsen Krognos och hade patronatsrätten över kyrkan, beskrevs kyrkan som förhärjad och förbränd av fiender. Den kan ha stuckits i brand vid den svenske kungen Karl Knutssons härtåg i Skåne 1452. Den 16 februari 1452 var den svenska armén i Lund och en stor del av stadsbebyggelsen stacks då i brand.
Sankt Botulfs kyrka kan från början ha varit en privat kyrka, ägd av ätten Krognos. I kvarteret på östra sidan av kyrkan fanns en uppåt 11 000 m² stor stadsgård, som senast 1390, men kanske långt tidigare, ägdes av medlemmar av ätten. Det medeltida tegelhuset Krognoshuset var en av gårdens huvudbyggnader.
Arkeologiska undersökningar gjordes 1931 och 1954 i kvarterets norra del. Under reformation i Danmark 1536 tycks kyrkan och kyrkogården tillfallit kronan, trots kyrkans karaktär som privatkyrka.
I samband med grävningsarbeten 1916 och 1919 i norra delen av kvarteret ut mot Skomakaregatan hittades huggna sandstenar som ingått i ribbor till valv i kyrkan. Delar av kyrkogården undersöktes arkeologiskt 1931 och 1954.